# Budova školy pro neslyšící
Budova školy pro neslyšící je poměrně rozsáhlý objekt v Praze na Smíchově v Holečkově ulici č. 104/4, v sousedství Kinského zahrady. Budova byla postavena v novobarokním slohu v letech 1901 až 1902.

## Historie a popis
Pražský ústav pro hluchoněmé byl založen 7. prosince 1786 zednářskou lóží „U sedmi hvězd“, kterou vedl hrabě Kašpar Heřman Künigel, na počest návštěvy císaře Josefa II. v Praze; byl jednou z prvních institucí tohoto druhu na světě. Ústav zpočátku využíval pronajaté místnosti domu č. 671 naproti Novoměstské radnici (Braunův dům). V roce 1794 byl tento dům prodán, ústav se přestěhoval na protější stranu Karlova náměstí a pak na dva roky do obecního domu v Chomutově. V roce 1797 se ústav znovu stěhoval do své první vlastní budovy v Lipové ulici v Praze. Od roku 1831 sídlil v domě č. 669 na rohu Karlova náměstí a Žitné ulice a v roce 1838 byl pro potřeby ústavu zakoupen a upraven Faustův dům.
Počet žáků se v průběhu let neustále zvyšoval a prostory pro výuku nevyhovovaly; kanovník Karel Kmoch, který byl ředitelem v letech 1876–1912, dokázal v roce 1898 Faustův dům výhodně prodat za 580 tisíc K, za 180 tisíc K koupit pozemek v zahradě Kinských na Smíchově (tehdy Karlova, dnes Holečkova ulice) a připravit výstavbu nového ústavu (v tomto místě stávala dříve usedlost Ráj, doložená již v 15. století). V červnu roku 1901 byl za účasti císaře Františka Josefa I. položen základní kámen; to připomíná i pamětní deska ve vestibulu budovy.
Plány budovy signovali v dubnu 1900 architekt F. Storch a stavitel Karel Fiala; někdy je pravděpodobně chybně budova uváděna jako jedna z prvních staveb architekta Bohumila Hypšmana. Stavbu včetně ohradní zdi realizoval tehdejší smíchovský starosta, stavitel Alois Elhenický. Budova byla dokončena za necelý rok a slavnostně otevřena 28. února 1902; v září roku 1902 se ústav do nové budovy nastěhoval.

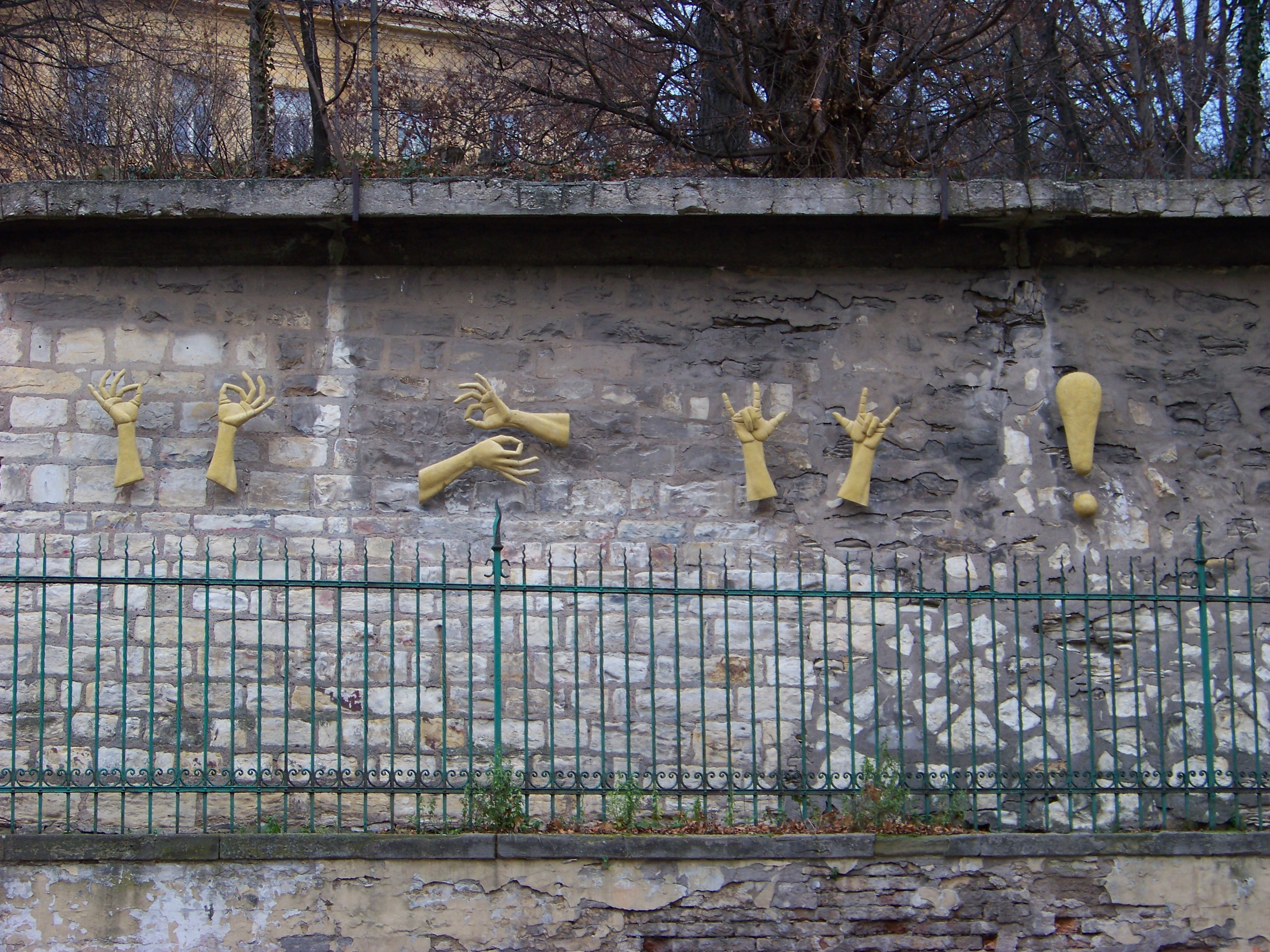
Reliéf s nápisem ve znakové řeči

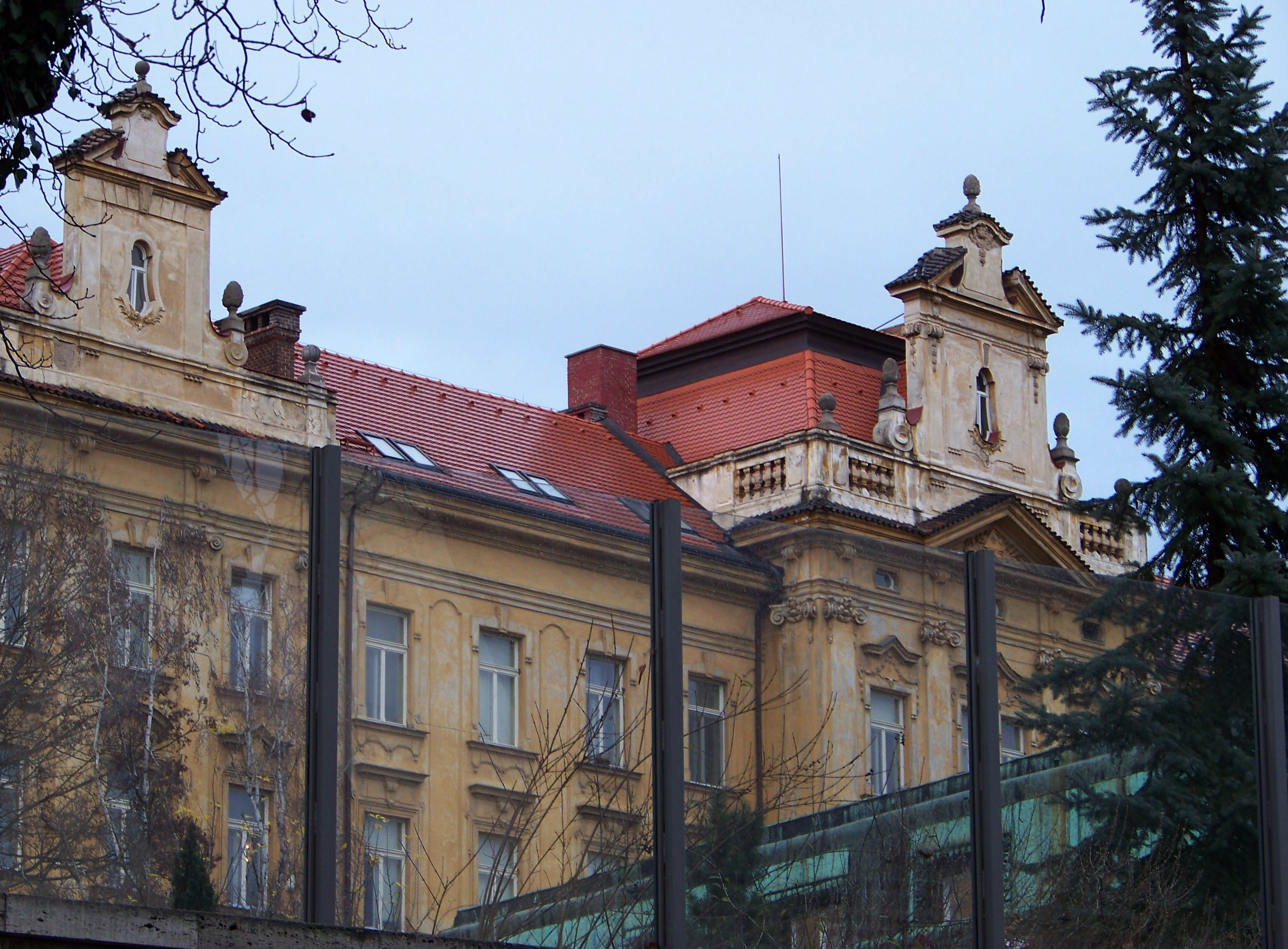
Od ulice budovu odděluje protihluková bariéra

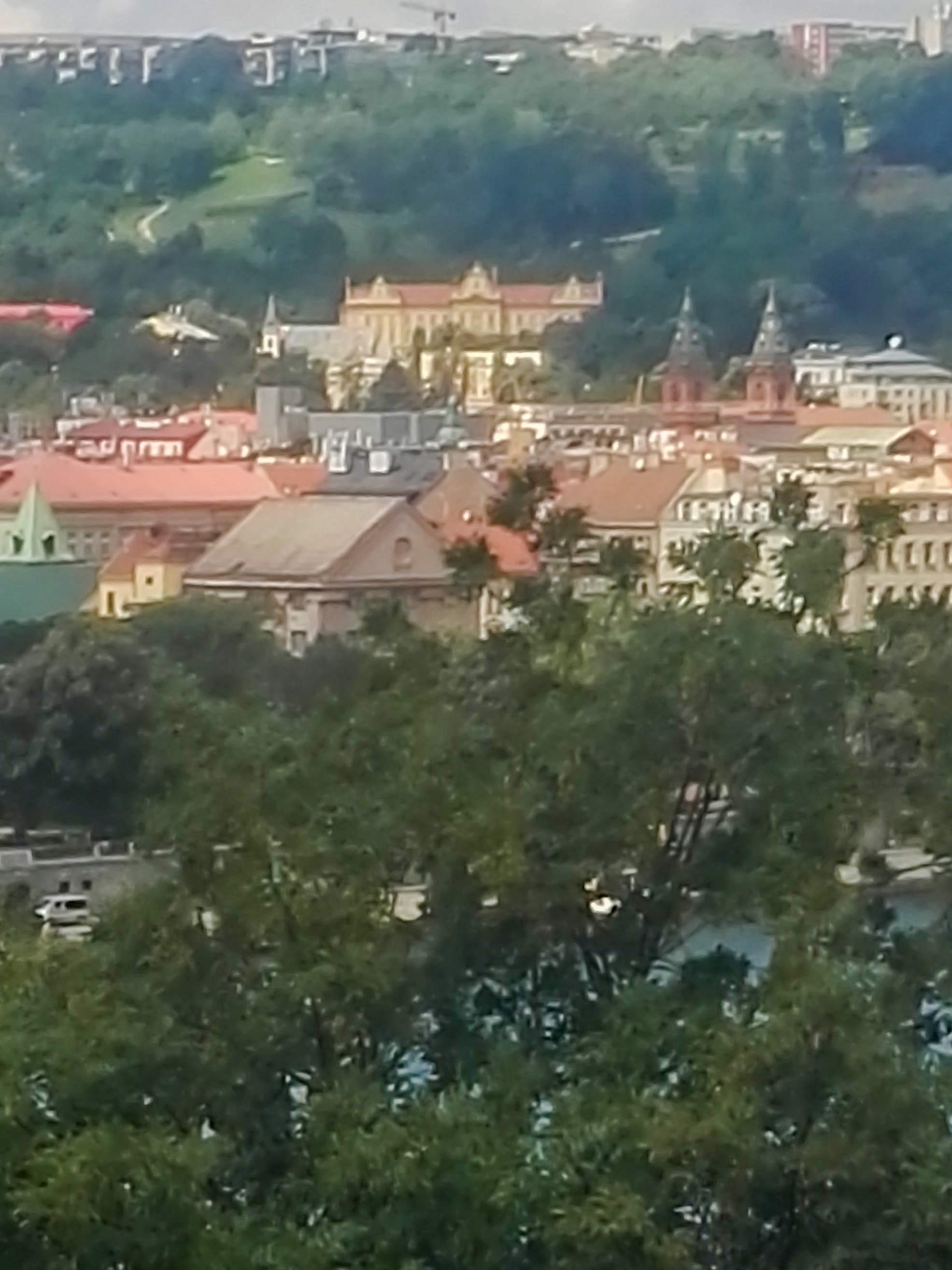
Průčelí budovy v pozadí pod svahem Strahova, mezi věží kostela Sacré Coeur nalevo a věžemi baziliky sv. Václava napravo (pohled z Vyšehradu)

V roce 1919 byla budova zabrána statistickým úřadem, ústavu pro hluchoněmé byla navrácena v roce 1924. Po druhé světové válce se ústav změnil na státní školu, vznikla tu mateřská škola pro hluchoněmé, národní škola pro hluchoněmé a škola pro děti se zbytky sluchu. Po listopadu 1989 došlo ke změně názvu (Speciální školy a školská zařízení pro sluchově postižené) a v roce 2005/2006 proběhla rozsáhlá rekonstrukce objektu; do 4. patra byly umístěny internáty.
Budova je v souladu se svým původním účelem sídlem Střední školy, základní školy a mateřské školy pro sluchově postižené. 
Objekt leží na téměř 2 ha velké parcele tvaru lichoběžníku, jehož užší strana v Holečkově ulici je na východě ohraničena Kinského zahradou s letohrádkem, na západě domem čp.105 (v letech 1895–1929 tu žil spisovatel Josef Holeček); vedle domu je vjezd do areálu a ohradní zeď, na kterou byl v roce 2011 umístěn reliéf od sochařky Zuzany Čížkové s nápisem ve znakové řeči: „Život je krásný, buďte šťastni a mějte se rádi!“ Parcela se pak rozšiřuje a zvedá na severozápad do Petřínského svahu.
Samotná budova má čtyři křídla, půdorys má tvar písmene E. V době vzniku (v roce 1904) napsal František Ruth, že „svou velikostí nehodí se do těchto pěkných míst“. Čtyřpodlažní hlavní průčelí je široké asi 70 metrů a je zhruba souběžné s ulicí, od níž je vzdáleno rovněž asi 70 metrů. Je symetrické se 17 osami, s výrazným středovým rizalitem, před nímž je terasa se dvěma schodišti po stranách. Dva boční rizality jsou přetažené přes nároží na boční fasády. Všechny tři rizality mají štítové nástavce.
Z hlavního křídla vybíhají dozadu směrem k Petřínu dvě boční křídla o délce asi 80 m a kratší středové křídlo, v němž je umístěna bývalá kaple, prostupující dvěma podlažími.